# Лосвинка
Лосвинка — река в Краснинском районе Смоленской области России. Левый приток Днепра.
Длина реки составляет 34 км, площадь бассейна — 236 км².
Лосвинка начинается восточнее деревни Палкино на высоте примерно 220 м над уровнем моря. Устье находится на высоте 159 м над уровнем моря, около деревни Сырокоренье.
Основные притоки (от истока): Ржавка (левый), Лосвина (правый), Ехенка (левый), Бабинка (правый), Дубрава (правый).